# Masahiro Ishikawa
Masahiro Ishikawa (石川 雅博 Ishikawa Masahiro?), född 23 maj 1990 i Tokushima prefektur, är en japansk fotbollsspelare.
Ishikawa började sin karriär 2009 i Tokushima Vortis. Efter Tokushima Vortis spelade han för Albirex Niigata Singapore och Grulla Morioka. Han avslutade karriären 2015.